# Mogens Dam
Mogens Dam (Copenhague, Dinamarca; 19 de noviembre de 1897 – Dinamarca, 4 de noviembre de 1979) fue un letrista, autor y periodista danés, conocido por ser el autor de las películas Saa til søs (1933), Inkognito (1937) y Solstik på badehotellet (1973).